# Boyfriend (canción de Selena Gomez)
«Boyfriend» es una canción de la cantante estadounidense Selena Gomez, incluida en la edición deluxe de su tercer álbum de estudio en solitario Rare (2020). Se lanzó como el primer sencillo de la edición deluxe y el cuarto en general del álbum el 9 de abril de 2020.

## Antecedentes
Gomez reveló por primera vez la canción en una entrevista con Jimmy Fallon el 14 de enero de 2020, donde dijo que era una canción inédita de Rare. Más tarde anunció que aparecería en la edición deluxe del álbum el 6 de abril de 2020. Al día siguiente, publicó partes de la letra de la canción en las redes sociales. También anunció que parte de los fondos recaudados con Rare (Deluxe), serían destinados al fondo de ayuda Plus1 COVID-19.
Sobre la canción, la cantante comentó: "Muchos de ustedes saben lo emocionada que he estado por lanzar una canción llamada «Boyfriend». Es alegre, trata sobre caerse y volver a enamorarse una y otra vez, pero también saber que no necesitas a nadie más que a ti para ser feliz".

## Composición
La canción sigue un ritmo house. En términos de notación musical, «Boyfriend» se compuso usando 4/4 tiempos comunes en la clave de Re mayor, con un tempo de 90 latidos por minuto. El rango vocal de Gomez se extiende desde la nota baja G ♯ 3 hasta la nota alta de E5.

## Vídeo musical
El vídeo musical oficial de la canción se estrenó en YouTube el 10 de abril de 2020. Fue dirigido por Matty Peacock.

## Posicionamiento en listas
| Listas (2020)                             | Mejor posición |
| ----------------------------------------- | -------------- |
| Alemania (Media Control Charts)           | 86             |
| Austria (Ö3 Austria Top 40)               | 60             |
| Bélgica (Ultratop) Flanders               | 41             |
| Bélgica (Ultratop) Wallonia               | 15             |
| Canadá (Canadian Hot 100)                 | 66             |
| Escocia (Official Charts Company)         | 60             |
| Eslovaquia (Singles Digitál Top 100)      | 38             |
| Estados Unidos (Billboard Hot 100)        | 59             |
| Estonia (Eesti Ekspress)                  | 36             |
| Francia (SNEP)                            | 159            |
| Grecia (International Digital Singles)    | 29             |
| Hungría (Stream Top 40)                   | 19             |
| Irlanda (IRMA)                            | 35             |
| Lituania (AGATA)                          | 22             |
| Nueva Zelanda Hot Singles (RMNZ)          | 1              |
| Países Bajos (Dutch Top 40)               | 17             |
| Países Bajos (Single Top 100)             | 7              |
| Portugal (AFP)                            | 68             |
| Reino Unido (UK Singles Chart)            | 55             |
| República Checa (Singles Digitál Top 100) | 59             |
| Suecia (Sverigetopplistan)                | 3              |
| Suiza (Schweizer Hitparade)               | 63             |

## Historial de lanzamiento
| País        | Fecha               | Formato                     | Discográfica       | Ref    |
| ----------- | ------------------- | --------------------------- | ------------------ | ------ |
| Varios      | 9 de abril de 2020  | Descarga digital, Streaming | Interscope Records | [ 36 ] |
| Australia   | 13 de abril de 2020 | Contemporary hit radio      | Universal          | [ 37 ] |
| Reino Unido | 17 de abril de 2020 | Contemporary hit radio      | Interscope         | [ 38 ] |
| Italia      | 5 de mayo de 2020   | Contemporary hit radio      | Universal          | [ 39 ] |